# Nepenthes gracilis
Nepenthes gracilis ist eine Pflanzenart aus der Gattung der Kannenpflanzen (Nepenthes). Diese fleischfressende Pflanze ist auf den Inseln Borneo, Sulawesi und Sumatra heimisch. 

## Beschreibung
Nepenthes gracilis ist wie die meisten Nepenthes-Arten ein ausdauernder, kletternder Halbstrauch. Der Blattgrund (bei Kannenpflanzen oft als Blattspreite interpretiert) ist lanzettlich und lederartig. Die Bodenkannen sind hellgrün und bis 7,5 cm lang, die oberen Kannen hingegen färben sich mit der Zeit von Hellgrün zu dunkelrot und werden bis zu 15 cm lang. Sie sieht Nepenthes alata sehr ähnlich, ein Merkmal, welches beide Arten jedoch unterscheidet, Nepenthes gracilis besitzt keinen drüsigen Kamm unter dem Deckel.
Die Chromosomenzahl beträgt 2n = 80.

## Verbreitung und Lebensraum
Nepenthes gracilis bewohnt das Tiefland von Borneo, Sumatra und Sulawesi. Als Tieflandart gedeiht sie in durchgehend warmen Klima. Sie wächst vornehmlich in sauren, nährstoffarmen Böden und meidet dichte und schattige Vegetationen.

## Systematik
Sie wird den sogenannten Tiefland-Nepenthes zugeordnet. Die Erstbeschreibung von Nepenthes gracilis erfolgte 1839 durch Pieter Willem Korthals in seinem Werk Over het geslacht Nepenthes.

### Naturhybriden
Folgende Naturhybriden von Nepenthes gracilis sind bekannt und beschrieben:
- Nepenthes gracilis × Nepenthes albomarginata
- Nepenthes gracilis × Nepenthes ampullaria
- (Nepenthes gracilis × Nepenthes ampullaria) × Nepenthes bicalcarata
- Nepenthes gracilis × Nepenthes bicalcarata
- Nepenthes gracilis × Nepenthes mirabilis
- Nepenthes gracilis × Nepenthes northiana
- Nepenthes gracilis × Nepenthes rafflesiana
- Nepenthes gracilis × Nepenthes reinwardtiana
- Nepenthes gracilis × Nepenthes sumatrana